# 亞利桑那州吉拉谷聖殿
亞利桑那吉拉谷聖殿（The Gila Valley Arizona Temple）是一座耶穌基督後期聖徒教會聖殿，位於亞利桑那州中部，奉獻於2010年5月23日，並在同年4月23日至5月15日期間對公眾開放。亞利桑那吉拉谷聖殿在2008年4月26日宣布建立/

## 外部連結
- 维基共享资源上的相關多媒體資源：亞利桑那州吉拉谷聖殿
- The Gila Valley Arizona Temple （页面存档备份，存于） (official)